# Anningasaura lymense
Anningasaura lymense Vincent and Benson, 2012 è un rettile marino estinto, appartenente ai plesiosauri. Visse nel Giurassico inferiore (tra 201.6 e 183 milioni di anni fa) e i suoi resti fossili sono stati ritrovati in Inghilterra. È considerato uno dei plesiosauri più primitivi.

## Etimologia
Il nome generico Anningasaura deriva da quello di Mary Anning, la raccoglitrice di fossili inglese che divenne famosa nel mondo per i suoi ritrovamenti di rettili marini giurassici nella zona di Lyme Regis. L'epiteto specifico, lymense, deriva appunto dalla località di Lyme Regis dove è stato ritrovato l'unico esemplare di Anningasaura.

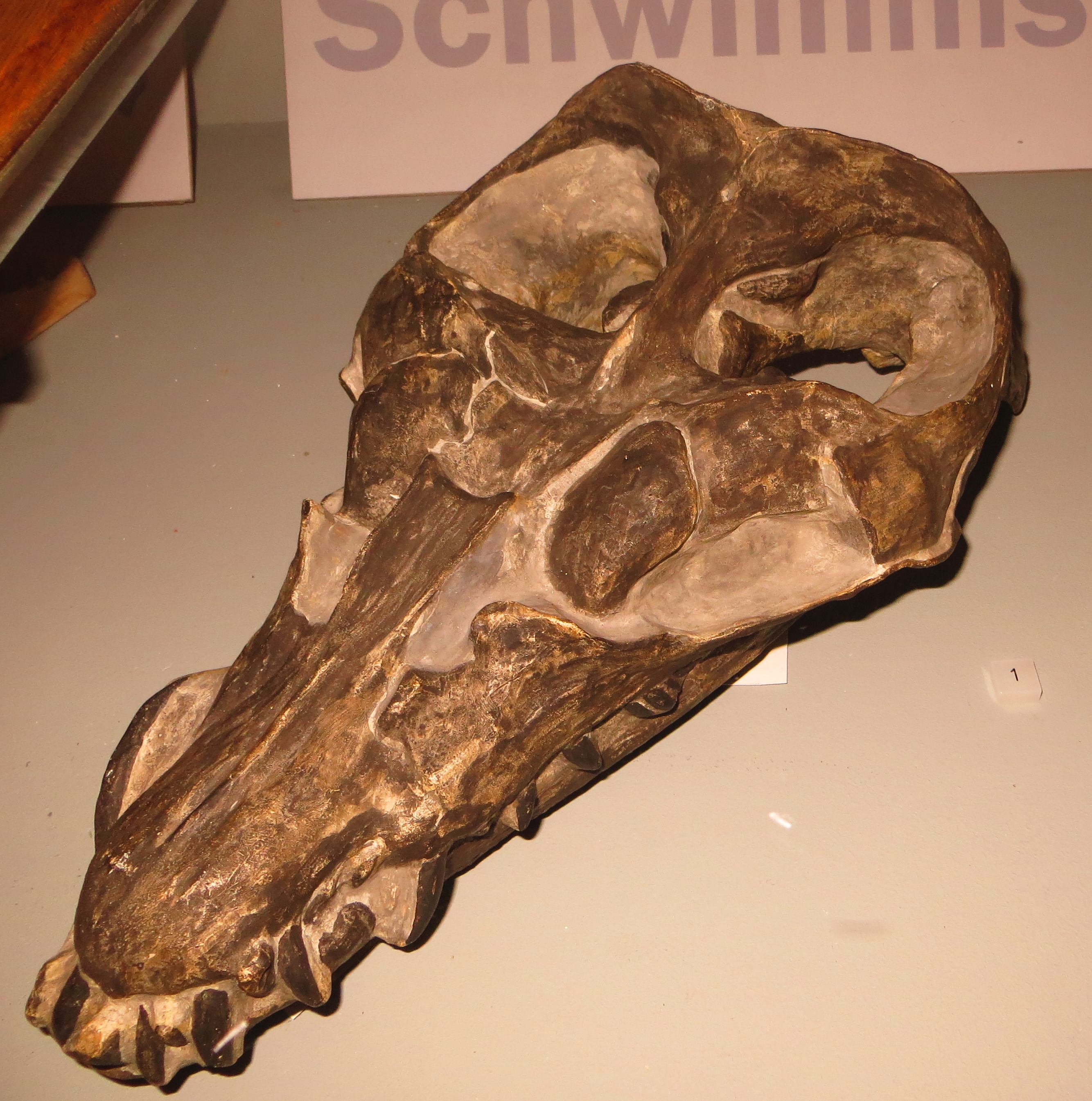
Cranio di Anningasaura lymense

## Descrizione
Questo animale è noto solo per un fossile appartenente con ogni probabilità a un esemplare giovane. Il reperto consiste in un cranio completo con mandibola e otto vertebre associate (comprendenti anche l'atlante). Dalla comparazione con altri animali simili (ad esempio lo stesso Plesiosaurus) è possibile ipotizzare l'aspetto dell'animale, che doveva avere un corpo relativamente schiacciato e quattro arti trasformati in strutture che ricordano le pagaie, come tutti i plesiosauri. Il collo era lungo e flessibile, sormontato da una testa relativamente piccola, dotata di un'ampia bocca e di lunghi denti acuminati. Alcune caratteristiche di Anningasaura (come l'assenza di un contatto tra vomere e pterigoide, le premascelle dotate di processi posteromediali che formavano una piattaforma ossea espansa e spessa) sono esclusive di questo animale.

## Tassonomia
L'esemplare fossile su cui è stato basato il taxon Anningasaura lymense è stato scoperto a Lyme Regis, nel Dorset, ed era stato originariamente attribuito a un'altra specie di plesiosauro rinvenuto nella zona, nota come "Plesiosaurus" macrocephalus. Un successivo riesame dei resti fossili, avvenuto nel 2012, ha permesso di distinguere l'esemplare (noto con il numero di catalogo NHMUK OR49202) e di attribuirlo a un nuovo genere di plesiosauri. Sembra che Anningasaura possedesse un certo numero di caratteristiche primitive (plesiomorfie) tali da renderlo uno dei plesiosauri più primitivi conosciuti.